# Іванівка (Рівнянська сільська громада)
Іва́нівка — село в Україні, у Рівнянській сільській громаді Новоукраїнського району Кіровоградської області. Колишній центр Іванівської сільської ради
Населення становить 800 осіб.

## Історія
1859 року у власницькому селі Іванівка (Домбровська, Булацишина) Єлисаветградського повіту Херсонської губернії, мешкало 785 осіб (393 чоловічої статі та 392 — жіночої), налічувалось 143 дворових господарства, існувала православна церква.
Станом на 1886 рік у колишньому власницькому селі Семенастівської волості мешкало 670 осіб, налічувалось 137 дворових господарств, існували православна церква й школа.
За даними 1894 року у селі Іванівка (Булацишина, Домбровського) мешкало 890 осіб (465 чоловічої статі та 425 — жіночої), налічувалось 196 дворових господарств, існували православна церква, земська школа на 88 учнів (74 хлопчики й 24 дівчаток), метеорологічна станція, 3 лавки.
За переписом 1897 року кількість мешканців зросла до 1041 особи (530 чоловічої статі та 511 — жіночої), з яких 1038 — православної віри

## Населення
Згідно з переписом УРСР 1989 року чисельність наявного населення села становила 897 осіб, з яких 414 чоловіків та 483 жінки.
За переписом населення України 2001 року в селі мешкало 827 осіб.

### Мова
Розподіл населення за рідною мовою за даними перепису 2001 року:
| Мова       | Відсоток |
| ---------- | -------- |
| українська | 94,50 %  |
| російська  | 3,50 %   |
| молдовська | 1,00 %   |
| білоруська | 0,75 %   |
| вірменська | 0,13 %   |

## Відомі люди
Уродженцем села є Герой Радянського Союзу І. І. Тарасенко (1923—1943).